# 菲利普二世 (哈瑙-明岑貝格)
菲利普二世（Philipp II，1501年8月17日—1529年3月28日），哈瑙-明岑貝格伯爵，萊因哈德四世之子，1512年至1529年在位。

## 家庭
1523年，菲利普二世與斯托爾貝格的朱麗安娜結婚，有2子2女。
- 卡塔里娜（1525年－1581年）
- 菲利普三世（1526年－1561年）
- 萊因哈德（1528年－1554年）
- 朱麗安娜（1529年－1595年）